# Birg mich, Cilli!
Birg mich, Cilli! ist das umgebaute Bauernhaus von Peter Haimerl und Jutta Görlich aus dem Jahr 2008 im niederbayerischen Eben.

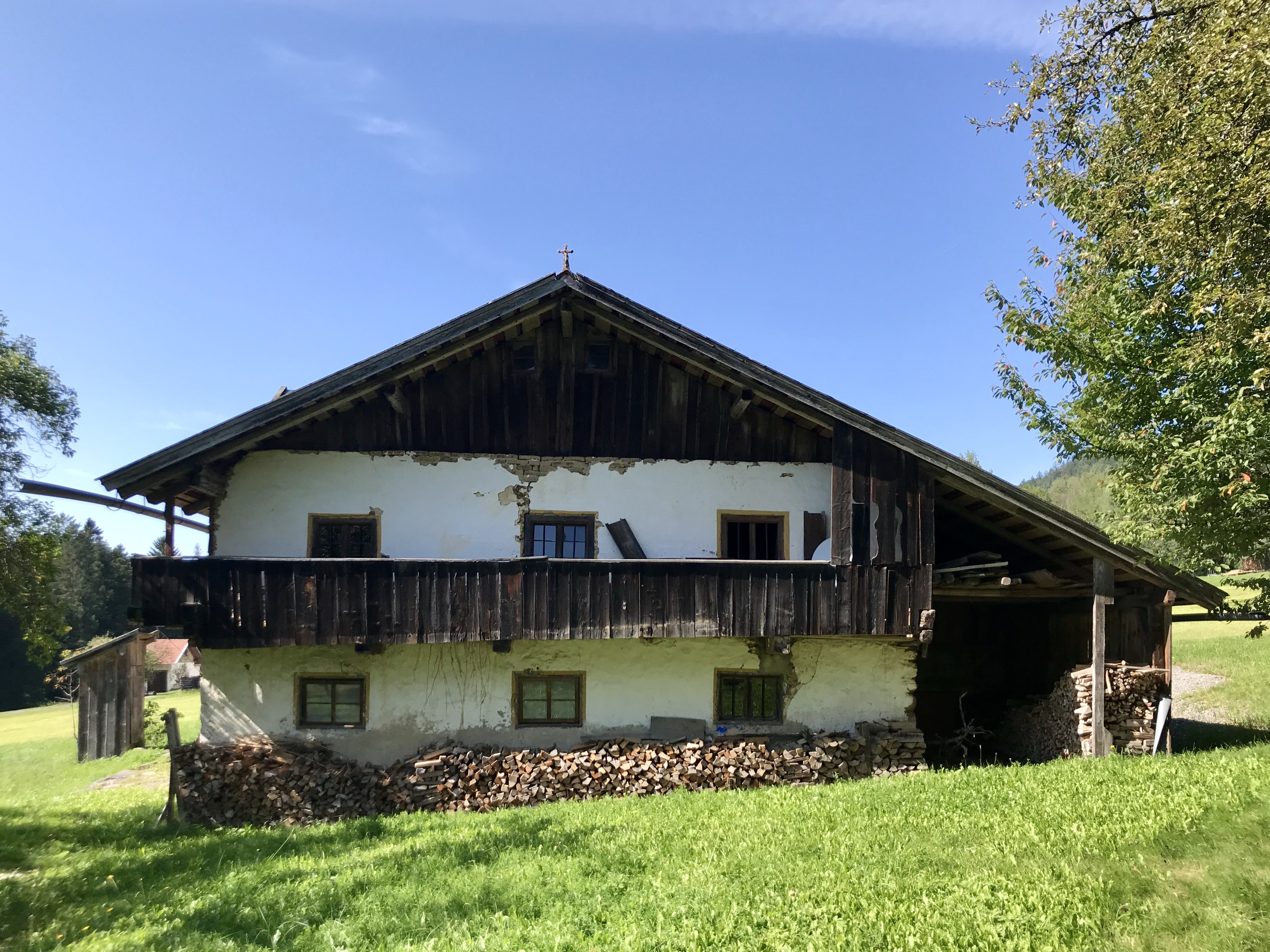
Ostansicht

## Lage
Das im Jahr 1840 errichtete Haus befindet sich in der Eben bei Viechtach.

## Geschichte und Architektur
Das Haus wurde nach der letzten Bäuerin, Cilli Sigl, genannt.
Ein Beispiel und Experiment zugleich, wie man mit einem bestehenden Bauernhaus umgeht und es nicht abreißt, wie es in vielen Fällen im Bayerischen Wald der Fall ist. Haimerl sieht vor, den Bestand zu wahren und nicht in die Struktur des alten Bauernhauses einzugreifen. Materialien, die aus dem Bestand entfernt wurden, wurden wiederverwendet und daraus Möbel gebaut. Vier weiße Betonkuben wurden im Haus verteilt platziert – Stube, Schlafkammer, Bad und Küche – in denen das neue Leben stattfindet. Der Beton besitzt als Zuschlagstoff Blähglas, damit ein höherer Dämmwert möglich ist.

## Auszeichnungen und Preise
- 2008: Architekturpreis Beton[4]
- 2008: Best Architects 09 Award in gold in der Kategorie Wohnungsbau/Einfamilienhäuser[5]
- 2010: BDA-Preis Bayern in der Kategorie Umbau[6]
- 2010: Shortlist – Nike für die beste atmosphärische Wirkung[7]
- 2011: Anerkennung – Deutscher Architekturpreis[8]
- 2011: Anerkennung – Ernst-A.-Plischke Preis[9]